# Jazz de câmara
Jazz de câmara (Chamber jazz em inglês) é um género de jazz acústico executado por pequenos grupos de músicos, que se caracteriza por composições e interpretações improvisadas. As composições musicais apresentam elementos neoclássicos e étnicos, assim como influências de música latina.
Este estilo de jazz surgiu na década de 1970, na Europa Central, sendo a gravadora alemã ECM umas das principais divulgadoras na época.

## Principais interpretes
- William Ackerman
- Bobo Stenson
- Alex de Grassi
- Darol Anger
- Buddy Collette
- Dave Douglas
- Eberhard Weber
- Erik Friedlander
- Chico Hamilton
- Mark Isham
- Theo Jörgensmann
- Franz Koglmann
- Félix Lajkó
- Jazz Mandolin Project
- Bill Mays
- Modern Jazz Quartet
- Montreux
- Nightnoise
- Marcin Oles
- Chris Thile
- Amsterdam String Trio
- Mark Isham
- Adrian Legg
- Masada String Trio
- Penguin Cafe Orchestra
- Philip Aaberg
- Arcado String Trio
- Pierre Bensusan
- Jim Chappell
- Hans Christian
- Alex de Grassi
- Mark Feldman
- Eugene Friesen
- Danny Heines
- Michael Jones
- Shadowfax
- Trapezoid